# Furth an der Triesting
Furth an der Triesting è un comune austriaco di 849 abitanti nel distretto di Baden, in Bassa Austria.